# Осор (місто)
Осор — муніципалітет в Іспанії, в Каталонії, у регіоні Селба.

## Головні пам'ятки[7]
- Пон Велл, міст 15 століття
- Церква Сант-Пере-д'Осор